# Osteíte
Osteíte é um termo geral para inflamação do osso, assim como a osteomielite. Geralmente identificado por radiologia. Mais especificamente, pode referir-se a uma das seguintes condições:
- Osteíte alveolar: Inflamação de um alvéolo dentário após extração de um dente.
- Osteíte condensante (ou Osteomielite esclerosante focal): infecção leve no canal geralmente em um molar ou no íleo. Pode causar dores. Mais comum em mulheres.
- Osteíte deformante (ou da doença de Paget do osso):  faz com que os ossos afetados cresçam maiores e mais fracos do que o normal.
- Osteíte fibrosa cística (ou doença de Von Recklinghausen de osso ): reação ao hiperparatireoidismo avançado, em que o osso sofre lesões císticas mais comuns em metacarpos, falanges, ossos do quadril e fêmur e que podem afetar a coluna vertebral e causar compressão medular.[1]
- Osteíte púbica (ou pulbagia crônica): é inflamatória, não infecciosa, autolimitada resultado de lesão por esforço repetitivo mais frequente em atletas que ocorre na bacia e deve ser tratada com fisioterapia.[2]